# Arhau
Arhau, ime jednog plemena i (ili sela) koje je u drugoj polovici 17. stoljeća (1687.) živjelo negdje između zaljeva Matagorda i rijeke Colorado u Teksasu, na govornom području Karankawan Indijanaca. Zbog svog lokaliteta s rezervom se klasificiraju među Karankawe. Opisao ih La Salleov francuski povjesničar iz Rouena, Henri Joutel. 

## Vanjske poveznice
- Arhau